# نامت یوستینه است
نامت یوستینه است (لهستانی: Masz na imię Justine) یک فیلم لوگزامبورگی به کارگردانی فرانکو د پنیا است که در سال ۲۰۰۵ منتشر شد. دِ پنیا در ابتدا می‌خواست این فیلم را در آلمان تولید کند، اما وقتی نتوانست بودجه کافی برای تولیدش فراهم آورد، به لوکزامبورگ آمد و با مشارکت دو شرکت فیلم‌سازی لهستانی و لوکزامبورگی فیلم را در آنجا ساخت. این فیلم، نمایندهٔ لوگزامبورگ جهت رقابت برای جایزه اسکار بهترین فیلم بین‌المللی در هفتاد و نهمین دوره جوایز اسکار بود که مورد پذیرش آکادمی علوم و هنرهای سینما قرار نگرفت. آکادمی تشخیص داد که کشور لوکزامبورگ مشارکت خلاقانه کافی برای تولید این فیلم نداشته تا آن را واجد شرایط شرکت از سوی این کشور نماید و تأکید کرد «کشور ارائه‌دهنده باید نشان دهد که استعداد خلاق آن کشور در تولید هنری فیلم نقش اصلی را داشته‌است.»

## گزیدهٔ بازیگران
- آنا چیشلاک در نقش ماریولا[۴]
- آرنو فریش
- متیو کریر
- دومینیک پینان
- ماوگوژاتا بوچکوفسکا
- ماچئی کوزووفسکی
- ژاله آریکان
- ماریوش سانیترنیک
- داوید شلر
- باربارا وائوکوونا
- رافائو ماچکوویاک